# Zenodorus wangillus
Zenodorus wangillus är en spindelart som beskrevs av Embrik Strand 1911. Zenodorus wangillus ingår i släktet Zenodorus och familjen hoppspindlar. Inga underarter finns listade i Catalogue of Life.